# South Fork (Long Island)

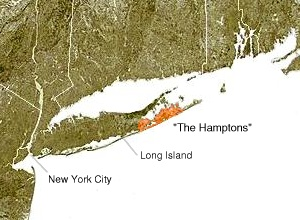
Jižní vidlice (South Fork) Long Islandu, ostrova, táhnoucího se 118 mi do Atlantského oceánu východně od Manhattanu, se zvýrazněným letoviskem the Hamptons

South Fork v okrese Suffolk ve státě New York je poloostrov v jihovýchodní části okresu na jižním pobřeží ostrova Long Island. South Fork zahrnuje většinu letoviska the Hamptons. Kratší, severněji položený poloostrov je známý jako North Fork.

## Geografie
South Fork se skládá z celého města East Hampton a podstatné části města Southampton. Vodní plochu na jihu tvoří Atlantský oceán.
South Fork a North Fork se rozdělují ve městě Riverhead, kde se řeka Peconic vlévá do Peconického zálivu (Peconic Bay). Dlouho se říkalo, že Long Island připomíná rybu, jejíž vidlice tvoří ocas. Domorodé pojmenování pro tuto skutečnost je „Paumanok“. Tímto názvem je také pojmenována stezka, která prochází celým South Forkem (a také částí Long Islandu), Paumanok Path.
Jižní a severní vidlice jsou od sebe odděleny zátokami Great Peconic Bay, Little Peconic Bay a Gardiners Bay. Mezi oběma vidlicemi leží několik ostrovů, včetně Gardiners Island a Shelter Island.
Východní konec South Fork, Montauk Point State Park s majákem Montauk Point Light v obci Montauk, je nejvýchodnějším bodem státu New York a okresu Suffolk. Východním koncem North Fork je Orient Point, který se však nachází západněji od Montauk Point.